# 1648 au théâtre
| Années du théâtre : 1645 - 1646 - 1647 - 1648 - 1649 - 1650 - 1651    |
| Décennies du théâtre : 1610 - 1620 - 1630 - 1640 - 1650 - 1660 - 1670 |

## Événements
- 9 février : un décret du Long Parlement anglais exprime son hostilité morale et théologique au théâtre et ordonne la démolition de toutes les salles de spectacle.
- 23 avril : la « troupe du sieur Dufresne » arrive à Nantes et y séjourne jusqu'au début de l'été ; le « sieur Morlierre, l'un des comédiens de la troupe » en a demandé l'autorisation aux édiles municipaux : c'est la première mention de son nom depuis que Molière a quitté Paris en octobre 1645.

## Pièces de théâtre publiées
- Jean de Rotrou, Venceslas, tragi comédie, Paris, Antoine de Sommaville (Lire sur Gallica).

## Pièces de théâtre représentées
- Cosroès de Jean de Rotrou, Hôtel de Bourgogne, Paris.

## Naissances
- 17 février (baptême) : Barbara Ogier,  dramaturge de la chambre de rhétorique  De  Olijftak à Anvers, morte le 18 mars 1720.
- 22 octobre : Anne Pitel de Longchamp, dite Mademoiselle Du Rieu, actrice française, morte le 6 janvier 1737.
- Date précise non connue :
  - Gaspard Abeille, homme d'Église, poète et auteur dramatique français, mort le 22 mai 1718.
  - Jeanne Olivier Bourguignon, dite Mademoiselle Beauval, actrice française, sociétaire de la Comédie-Française, morte le 21 mars 1720.
  - Moll Davis, chanteuse et actrice anglaise, morte en 1708.
  - Charles Dufresny, dramaturge, journaliste et chansonnier français, mort le 6 octobre 1724.
  - Kong Shangren, dramaturge chinois, mort en 1718.

## Décès
- 23 janvier : Francisco de Rojas Zorrilla, auteur dramatique espagnol, né le 4 octobre 1607.
- Vers le 20 février : Tirso de Molina, auteur de théâtre du Siècle d'or espagnol, né le 24 mars 1579.
- mai : William Percy, poète et un dramaturge anglais, né en 1575.
- 5 juillet : Bertrand Hardouin de Saint-Jacques, dit Guillot-Gorju, médecin et acteur français, né le 31 août 1600.
- Date précise non connue :
  - Ortensio Scammacca (it), dramaturge italien, né en 1562.
- vers 1648 : 
  - André Mareschal, poète et auteur de théâtre français, né vers 1601.